# Агнес фон Вюртемберг (1592 – 1629)
Вижте пояснителната страница за други личности с името Агнес фон Вюртемберг.
Агнес фон Вюртемберг (на немски: Agnes von Württemberg; * 7 май 1592 в Щутгарт; † 25 ноември 1629 в Щутгарт) е принцеса от Вюртемберг и чрез женитба принцеса на Херцогство Саксония-Лауенбург.
Тя е третата дъщеря на херцог Фридрих I фон Вюртемберг (1557 – 1608) и Сибила фон Анхалт (1564 – 1614), дъщеря на княз Йоахим Ернст фон Анхалт.
Агнес се омъжва на 14 май 1620 г. в Щутгарт за принц Франц Юлий фон Саксония-Лауенбург (1584 – 1634) от род Аскани, най-възрастният син на херцог Франц II и втората му съпруга Мария фон Брауншвайг-Волфенбютел. Франц Юлий е на служба в двореца във Виена и получава дипломатически мисии от император Фердинанд II. Двамата имат седем деца, които умират като деца:
- Франциска Мария (*/† 1621)
- Мария Сибила (1622 – 1623)
- Франц Фридрих (1623 – 1625)
- Франц Юлий (1624 – 1625)
- Йохана Юлиана (*/† 1626)
- Фердинанд Франц (1628 – 1629)
- Франц Лудвиг (*/† 1629)